# Markiz Lansdowne
Markiz Lansdowne – brytyjski tytuł parowski kreowany w parostwie Anglii i Wielkiej Brytanii.
- Dodatkowymi tytułami markiza Lansdowne są:
  - hrabia Kerry
  - hrabia Shelburne
  - hrabia Wycombe
  - wicehrabia Fitzmaurice
  - wicehrabia Calne i Calston
  - baron Kerry
  - baron Dunkerton
  - baron Wycombe
- Najstarszy syn markiza Lansdowne nosi tytuł hrabiego Kerry lub hrabiego Shelburne
- Rodową siedzibą markizów Lansdowne jest Bowood House w hrabstwie Wiltshire

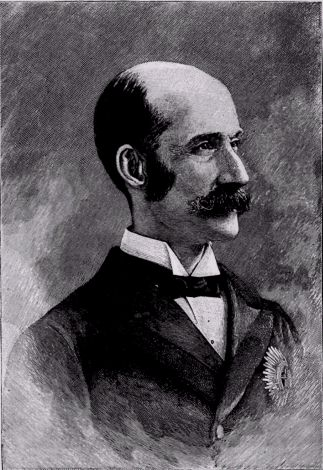
Henry Charles Keith Petty-Fitzmaurice, 5. markiz Lansdowne

## Hrabiowie Shelburne 1. kreacji (parostwo Wielkiej Brytanii)
- 1753–1761: John Petty, 1. hrabia Shelburne
- 1761–1805: William Petty, 2. hrabia Shelburne

## Markizowie Lansdowne 1. kreacji (parostwo Wielkiej Brytanii)
- 1784–1805: William Petty, 1. markiz Lansdowne
- 1805–1809: John Henry Petty, 2. markiz Lansdowne
- 1809–1863: Henry Petty-Fitzmaurice, 3. markiz Lansdowne
- 1863–1866: Henry Petty-Fitzmaurice, 4. markiz Lansdowne
- 1866–1927: Henry Charles Keith Petty-Fitzmaurice, 5. markiz Lansdowne
- 1927–1936: Henry William Edmund Petty-Fitzmaurice, 6. markiz Lansdowne
- 1936–1944: Charles Hope Petty-Fitzmaurice, 7. markiz Lansdowne
- 1944–1999: George John Charles Mercer Nairne Petty-Fitzmaurice, 8. markiz Lansdowne
- 1999 -: Charles Maurice Petty-Fitzmaurice, 9. markiz Lansdowne

Najstarszy syn 9. markiza Lansdowne: Simon Henry George Petty-Fitzmaurice, hrabia Kerry